# Lochspiel
Das Lochspiel (englisch „Match Play“) ist eine Spielform im Golf, die bis zur Einführung des Zählspiels im Jahr 1759 die einzige Spielform war.
Gespielt wird es von zwei Parteien, wobei eine Partei entweder ein einzelner Spieler oder ein Team aus zwei Spielern ist. Die Partei, die an einer Spielbahn die niedrigere Schlagzahl („Score“) erzielt hat, gewinnt das Loch und erhält einen Punkt, der je nach dem Stand des Spiels zum Ergebnis hinzugezählt oder davon abgezogen wird, da die Differenz der gewonnenen Löcher gezählt wird. Haben beide Parteien denselben Score gespielt, so wird das Loch geteilt, das Zwischenergebnis bleibt unverändert. Das Wettspiel gewinnt die Partei, die über die festgesetzten Runden die meisten Löcher gewonnen hat. Normalerweise besteht eine Runde aus 18 Loch, eine andere Lochanzahl ist jedoch nach Vereinbarung oder durch Festlegung der Turnierleitung möglich. Ein Lochspiel wird jedoch nur in Ausnahmefällen über mehr als eine Runde angesetzt.
Steht es nach dem letzten zu spielenden Loch Unentschieden („all square“) und muss ein Sieger ermittelt werden, so kommt es zu sogenannten Extralöchern. Hierbei wird so lange weitergespielt, bis ein Spieler ein Loch und damit das Match gewinnt. Dies ist insbesondere bei Wettbewerben im K.-o.-System der Fall, da hier ja ein Spieler in die nächste Runde kommen muss. Ist die Partie hingegen nur Teil eines aggregierten Ergebnisses, so bleibt es beim Unentschieden. In solchen Wettbewerben, z. B. dem Ryder Cup, wird ein Sieg mit einem Punkt, ein Unentschieden mit einem halben Punkt für die Mannschaft gewertet.
Falls bereits vor Ende der festgesetzten Runden ein Spieler uneinholbar führt, so ist das Lochspiel beendet. Beträgt der Vorsprung eines Spielers zum Beispiel drei Punkte, sind aber nur noch zwei Löcher zu spielen, so spricht man von einem Endergebnis von „3 und 2“ (= 3 auf und noch 2 zu spielen). Umgangssprachlich wird dies gelegentlich zu „3 auf 2“ verkürzt. Auf 18 Loch ist somit der höchstmögliche Sieg „10 und 8“ und der knappste (ohne Extralöcher) „1 und 0“, wobei die sprachliche Verkürzung zu „1 auf“ hier die Regel ist.
Wird ein Lochspiel netto gewertet, so bekommt der schlechtere Spieler sogenannte Vorgabeschläge, die auf die zu spielenden Löcher verteilt werden. Dies bedeutet, falls ein Spieler mit Spielvorgabe 18 auf jeder Spielbahn genau einen Schlag mehr benötigt als ein Spieler mit Spielvorgabe 0, so hat er alle 18 Löcher und damit das Match geteilt. Will er ein Loch gewinnen, so muss er denselben oder einen besseren Score erzielen als sein Gegner. Schneidet er hingegen an einem Loch mindestens zwei Schläge schlechter ab, so hat er dieses Loch verloren.
Ist die Anzahl der zu gewährenden Vorgabeschläge kein Vielfaches der Anzahl der zu spielenden Löcher, so findet notwendigerweise eine ungleichmäßige Verteilung statt. Hierbei orientiert man sich am Schwierigkeitsgrad der einzelnen Löcher, die vom Betreiber des Golfplatzes vorab festgelegt wird. Die Vorgabeschläge werden dann in der Reihenfolge vom schwierigsten zum leichtesten Loch zugeteilt.
Eine Besonderheit beim Lochspiel ist es, dass man dem Gegner Schläge, ganze Löcher oder das ganze Spiel schenken kann. Ein geschenkter Schlag gilt als eingelocht, ein geschenktes Loch gilt als gewonnen für den „Beschenkten“. Normalerweise schenkt man das Loch nur, wenn man selber keine Chance mehr sieht, es zu gewinnen. Geschenkte Schläge bringen zum Ausdruck, dass man sicher ist, der Gegner hätte den Ball sowieso eingelocht. Das gezielte Schenken kann aber auch eine Taktik sein, um den Gegner in Sicherheit zu wiegen. Ein geschenkter Schlag, Loch oder Spiel kann nicht zurückgenommen werden.